# Conferenza dei presidenti (Parlamento europeo)
La conferenza dei presidenti è un organismo del Parlamento europeo. È composta dal presidente del Parlamento europeo e dai presidenti dei gruppi politici.
I presidenti dei gruppi politici possono farsi rappresentare da un altro membro del proprio gruppo. Alla riunioni partecipa inoltre, senza diritto di voto, un deputato non iscritto, invitato dal presidente del Parlamento. Decide quando possibile per consenso; quando questo non è possibile si vota e il peso del voto dipende dal numero di deputati rappresentati.
La conferenza dei presidenti delibera sull'organizzazione dei lavori del Parlamento e sulle relazioni con le altre istituzioni e organi dell'Unione europea. Presenta al Parlamento proposte relative a composizione e competenze delle commissioni e delle delegazioni.

## Composizione
Questa l'attuale composizione nella X legislatura, successivamente alle elezioni europee del 2024:
| Presidente         | Presidente          | Gruppo                                                 |
| ------------------ | ------------------- | ------------------------------------------------------ |
|                    | Roberta Metsola     | Presidente                                             |
|                    | Manfred Weber       | Partito Popolare Europeo                               |
|                    | Iratxe García Pérez | Alleanza Progressista dei Socialisti e dei Democratici |
|                    | Jordan Bardella     | Patrioti per l'Europa                                  |
|                    | Nicola Procaccini   | Gruppo dei Conservatori e dei Riformisti Europei       |
| Joachim Brudziński |                     | Gruppo dei Conservatori e dei Riformisti Europei       |
|                    | Valérie Hayer       | Renew Europe                                           |
|                    | Terry Reintke       | I Verdi/Alleanza Libera Europea                        |
| Bas Eickhout       |                     | I Verdi/Alleanza Libera Europea                        |
|                    | Manon Aubry         | Sinistra Unitaria Europea/Sinistra Verde Nordica       |
| Martin Schirdewan  |                     | Sinistra Unitaria Europea/Sinistra Verde Nordica       |
|                    | René Aust           | Europa delle Nazioni Sovrane                           |
| Stanisław Tyszka   |                     | Europa delle Nazioni Sovrane                           |

## Attribuzioni
1. La Conferenza dei presidenti svolge i compiti a essa affidati dal presente regolamento.
2. La Conferenza dei presidenti delibera sull'organizzazione dei lavori del Parlamento e sulle questioni connesse alla programmazione legislative.
3. La Conferenza dei presidenti è l'organo competente per le questioni relative alle relazioni del Parlamento con le altre istituzioni e gli altri organi dell'Unione europea nonché con i parlamenti nazionali degli Stati membri. Le decisioni relative al mandato e alla composizione della delegazione del Parlamento che prende parte alle consultazioni in seno al Consiglio e ad altre istituzioni dell'Unione europea su questioni fondamentali concernenti lo sviluppo dell'Unione europea (processo degli sherpa) sono prese sulla base delle relative posizioni adottate dal Parlamento e tenendo conto della diversità delle opinioni politiche rappresentate in seno a quest'ultimo. I vicepresidenti ai quali è stato affidato il compito di occuparsi delle relazioni del Parlamento con i parlamenti nazionali riferiscono regolarmente alla Conferenza dei presidenti sulle loro attività al riguardo.
4. La Conferenza dei presidenti è l'organo competente per le questioni relative alle relazioni con i paesi terzi e con istituzioni od organizzazioni extracomunitarie.
5. La Conferenza dei presidenti è responsabile dell'organizzazione di consultazioni strutturate con la società civile europea su argomenti di rilievo. Tali consultazioni possono comprendere l'organizzazione di dibattiti pubblici su argomenti d'interesse generale europeo, ai quali i cittadini interessati possono partecipare. Il vicepresidente competente per l'attuazione di queste consultazioni riferisce regolarmente alla Conferenza dei presidenti sulle sue attività in materia.
6. La Conferenza dei presidenti fissa il progetto di ordine del giorno delle tornate del Parlamento.
7. La Conferenza dei presidenti presenta al Parlamento proposte per quanto concerne la composizione e le competenze delle commissioni e delle commissioni d'inchiesta nonché delle commissioni parlamentari miste e delle delegazioni permanenti. La Conferenza dei presidenti è l'organo competente per l'autorizzazione delle delegazioni ad hoc.
8. La Conferenza dei presidenti decide in merito alla ripartizione dei posti in Aula a norma dell'articolo 36.
9. La Conferenza dei presidenti è l'organo competente per l'autorizzazione della redazione delle relazioni d'iniziativa.
10. La Conferenza dei presidenti presenta all'Ufficio di presidenza proposte in merito a problemi amministrativi e finanziari dei gruppi politici.»

(Art. 27, regolamento del Parlamento europeo.)